# قلب (علم النبات)

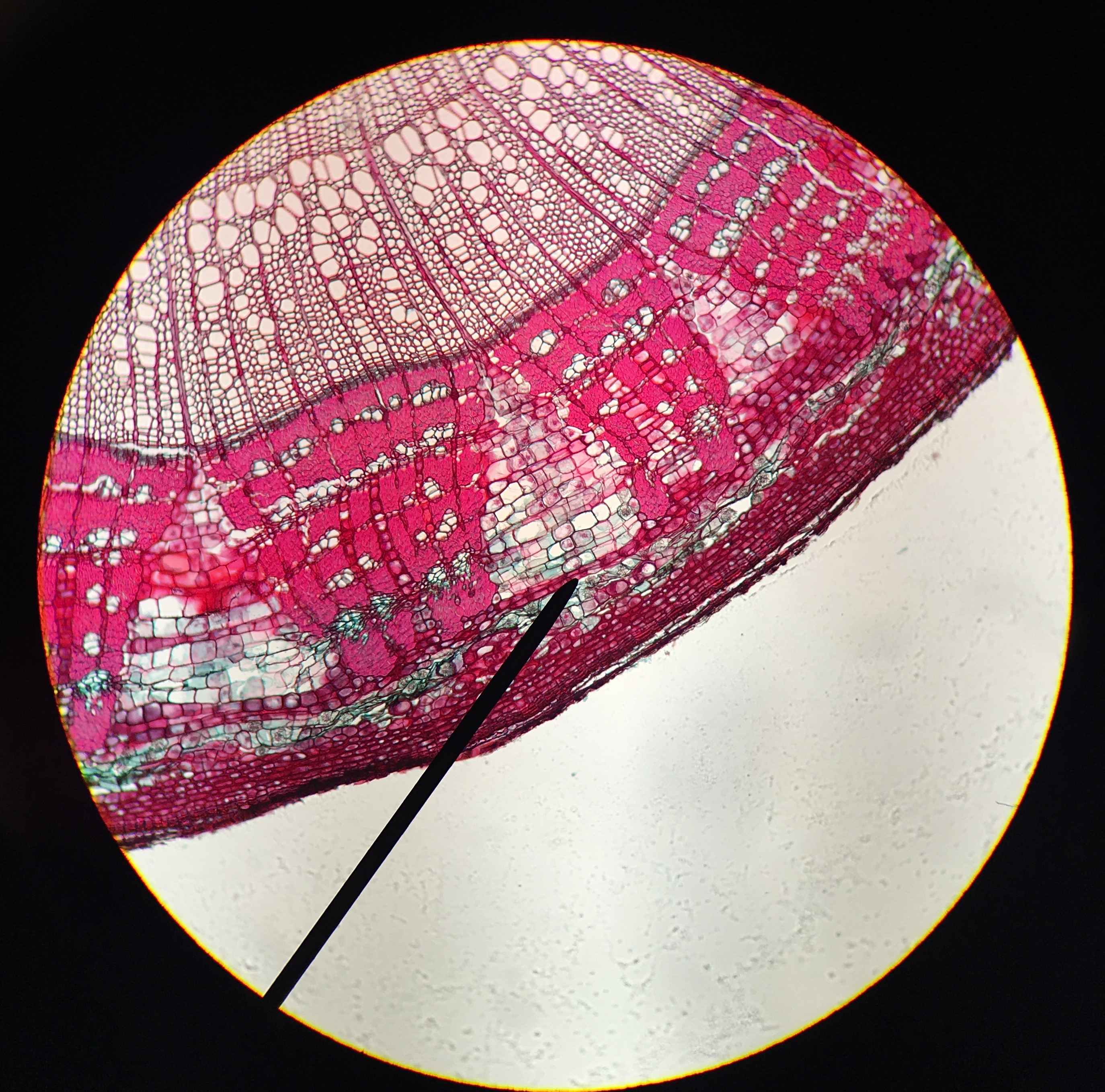
قُلب الفلين تحت المجهر

القُلْبُ أو الكَمْبِيُوم أو  كامبيوم في علم النبات هو طبقة من الأنسجة توفر خلايا غير متمايزة جزئيًا لنمو النبات. توجد في المنطقة الواقعة بين النسيج الوعائي الخشبي والنسيج الوعائي اللحائي . يمكن تعريف القُلْب أيضًا على أنه نسيج نباتي خلوي ينمو منه اللحاء أو الخشب أو الفلين عن طريق الانقسام فيؤدي (في النباتات الخشبية) إلى سماكة ثانوية. تشكل صفوفًا متوازية من الخلايا ما ينتج عنه أنسجة ثانوية.